# Sales de Llierca
Sales de Llierca (spanisch Salas de Llierca) ist eine Gemeinde (Municipio) in der Provinz Girona in der Autonomen Region Katalonien mit 158 Einwohnern (Stand: 2024). Sales de Llierca ist Teil der Comarca Garrotxa. Neben dem gleichnamigen Hauptort Sales de Llierca besteht die Gemeinde aus der Ortschaften Guitarriu, Sadernes-Sant Grau und Sant Miquel de Monteia.

## Lage
Sales de Llierca liegt am Fuße der spanischen Pyrenäen etwa 35 Kilometer (Fahrtstrecke) nordnordwestlich von Girona in einer Höhe von etwa 260 m nahe der Grenze zu Frankreich. Am Südrand der Gemeinde führt die Autovía A-26 entlang.

## Bevölkerungsentwicklung
| Jahr      | 1900 | 1950 | 1970 | 1981 | 1991 | 2001 | 2011 | 2021 |
| Einwohner | 444  | 258  | 110  | 39   | 54   | 96   | 142  | 163  |

## Sehenswürdigkeit

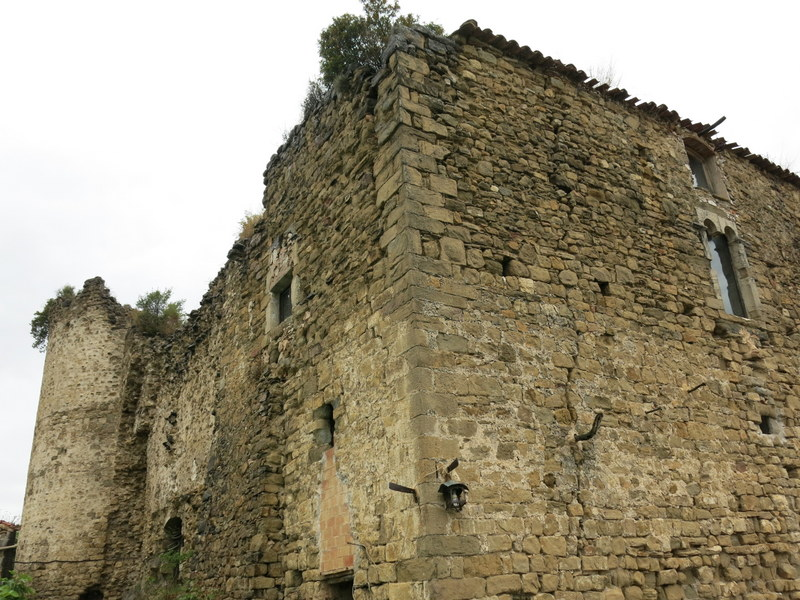
Burgruine von Sales
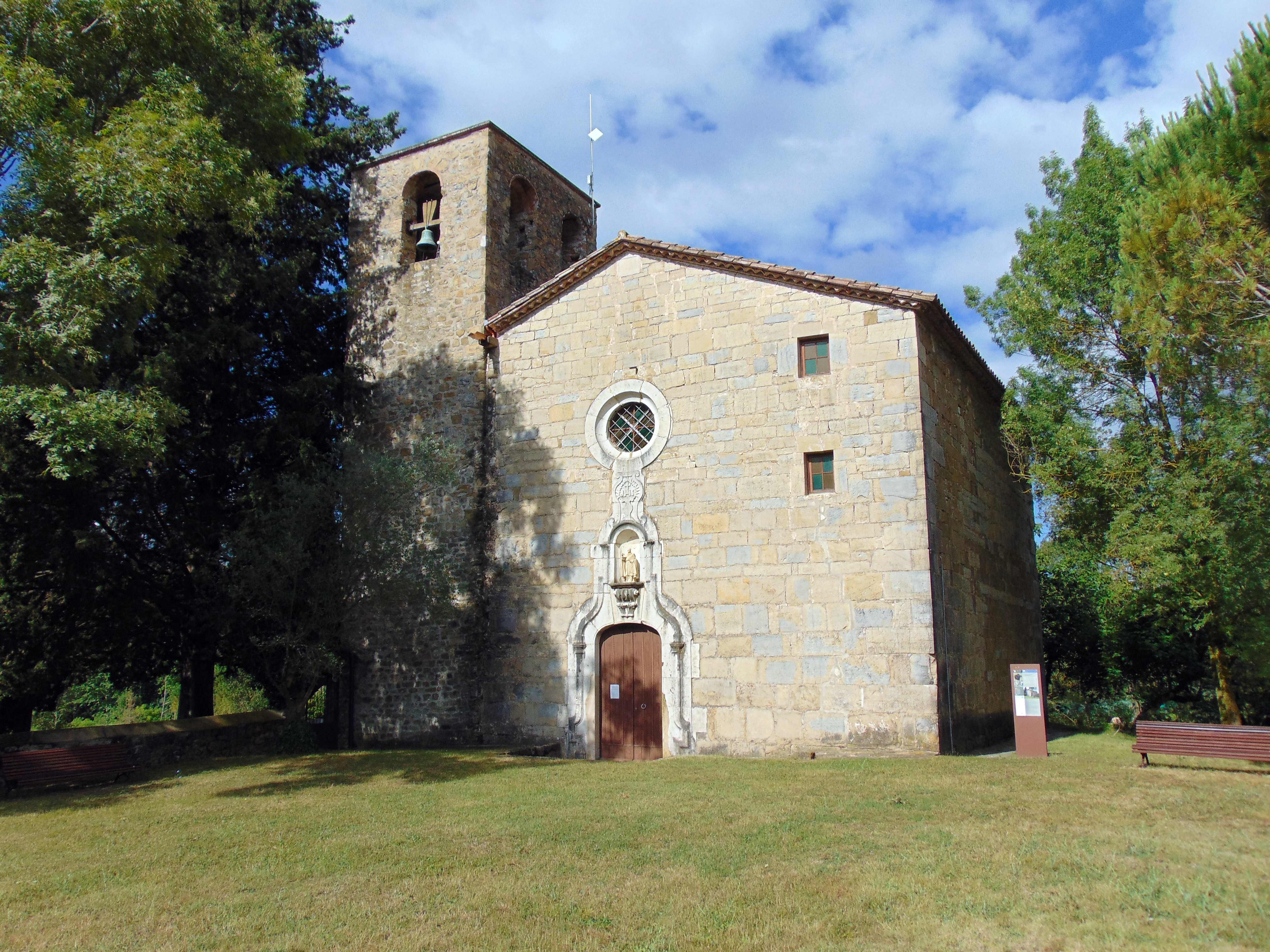
Martinskirche
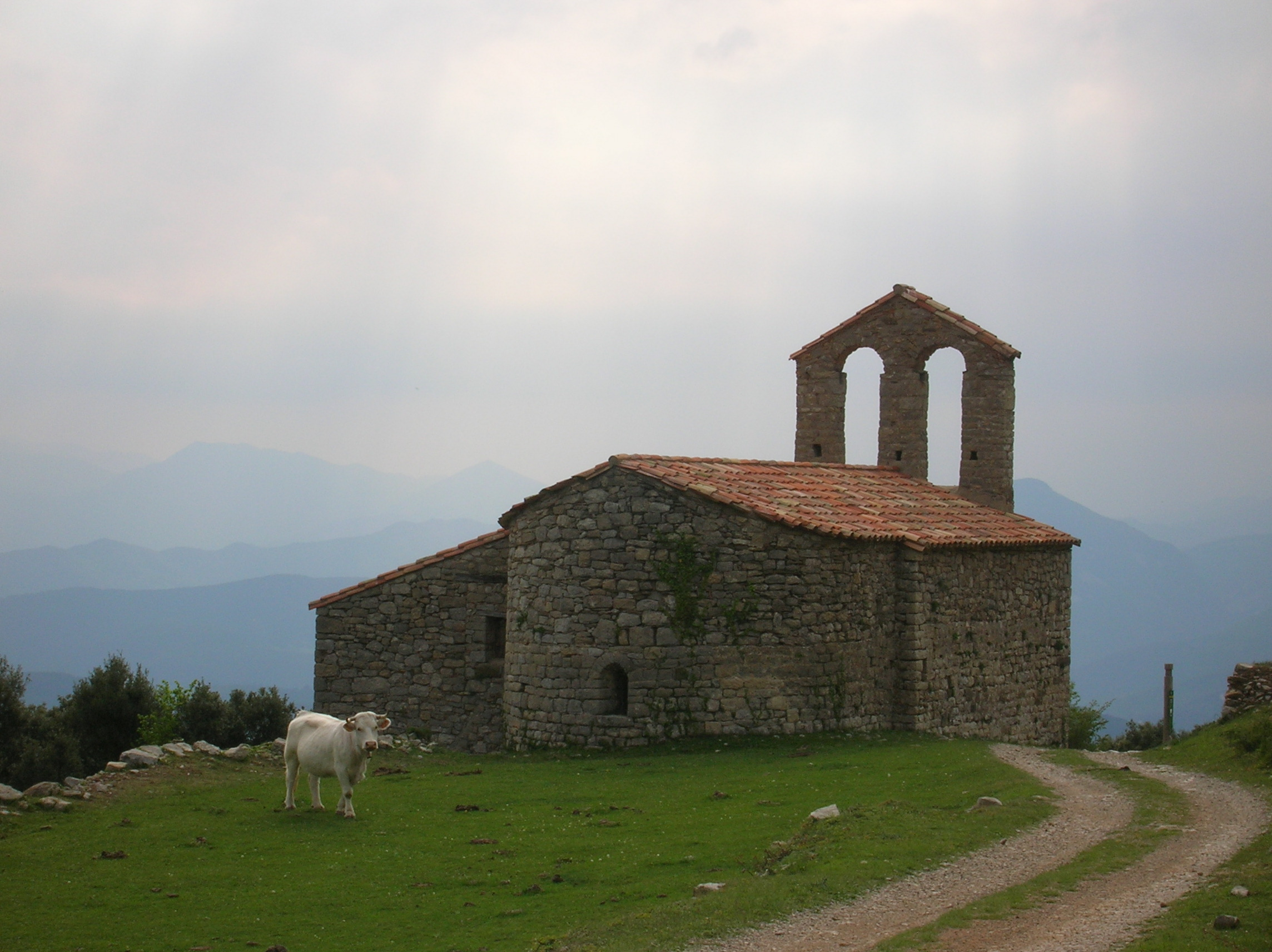
Andreaskirche

- Martinskirche in Sales
- Cäcilienkirche in Sadernes
- Michaeliskirche in Monteia
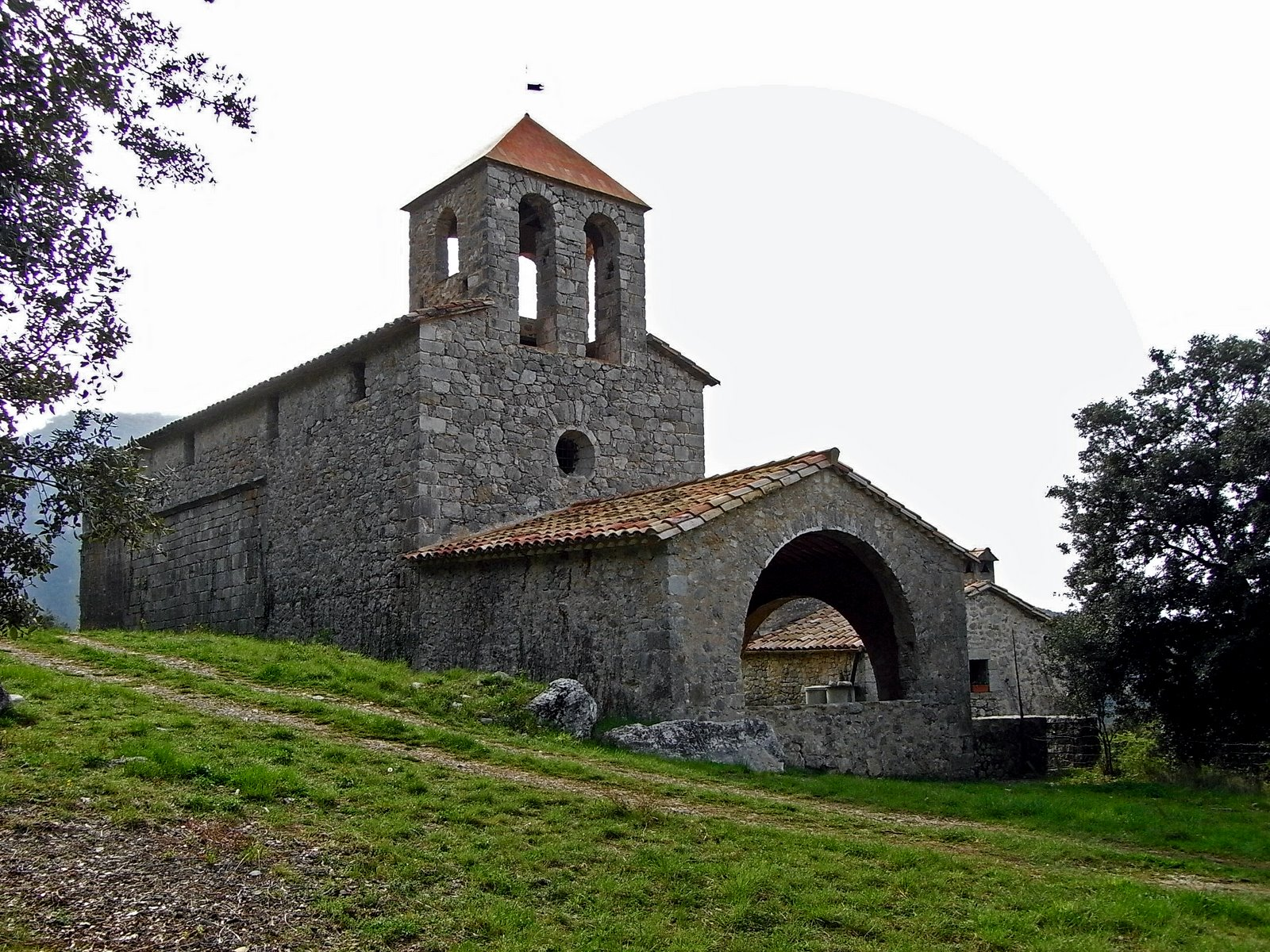
Kirche in Sant Grau d’Entreperes
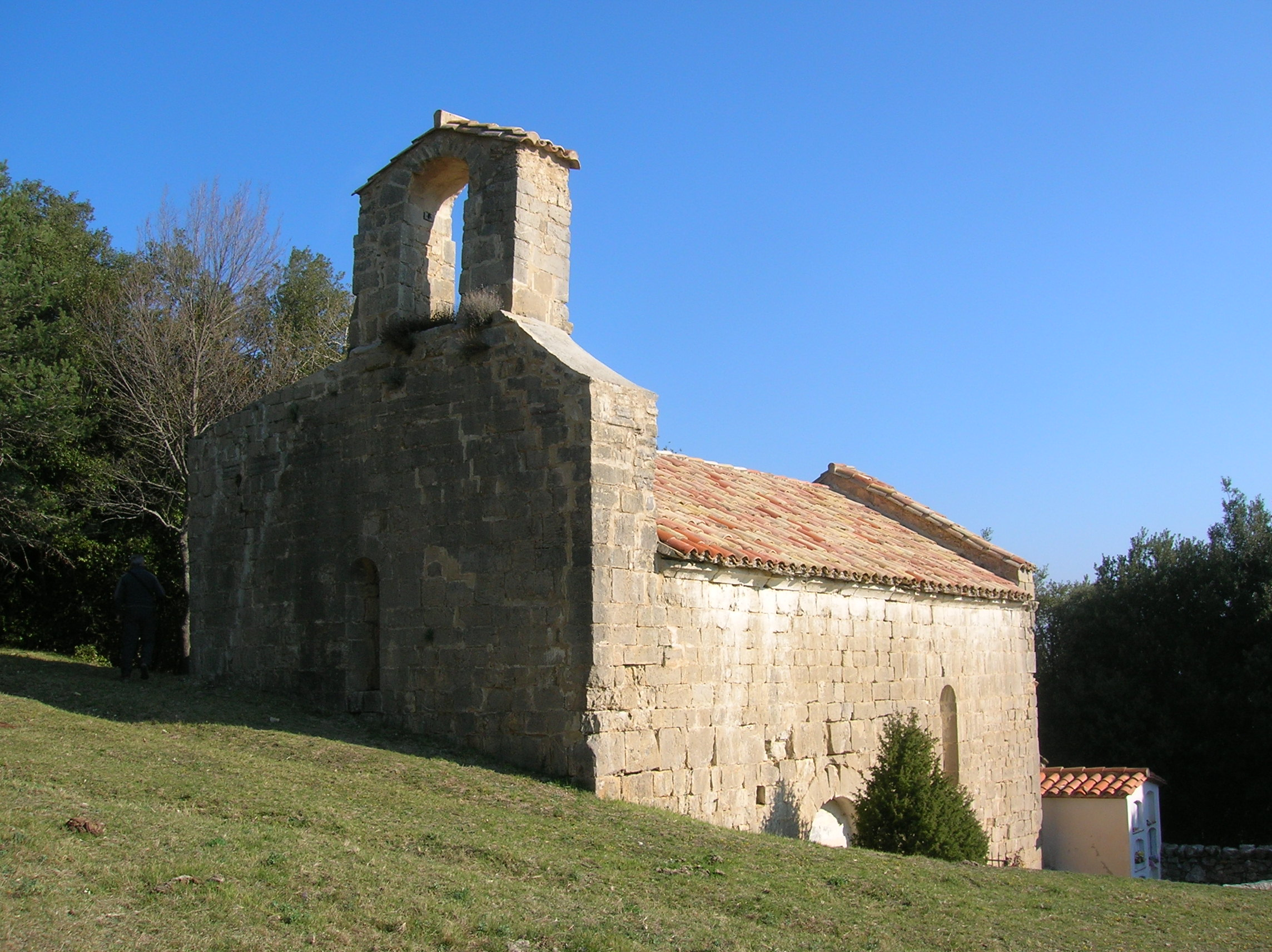
Michaeliskirche (Monteia)
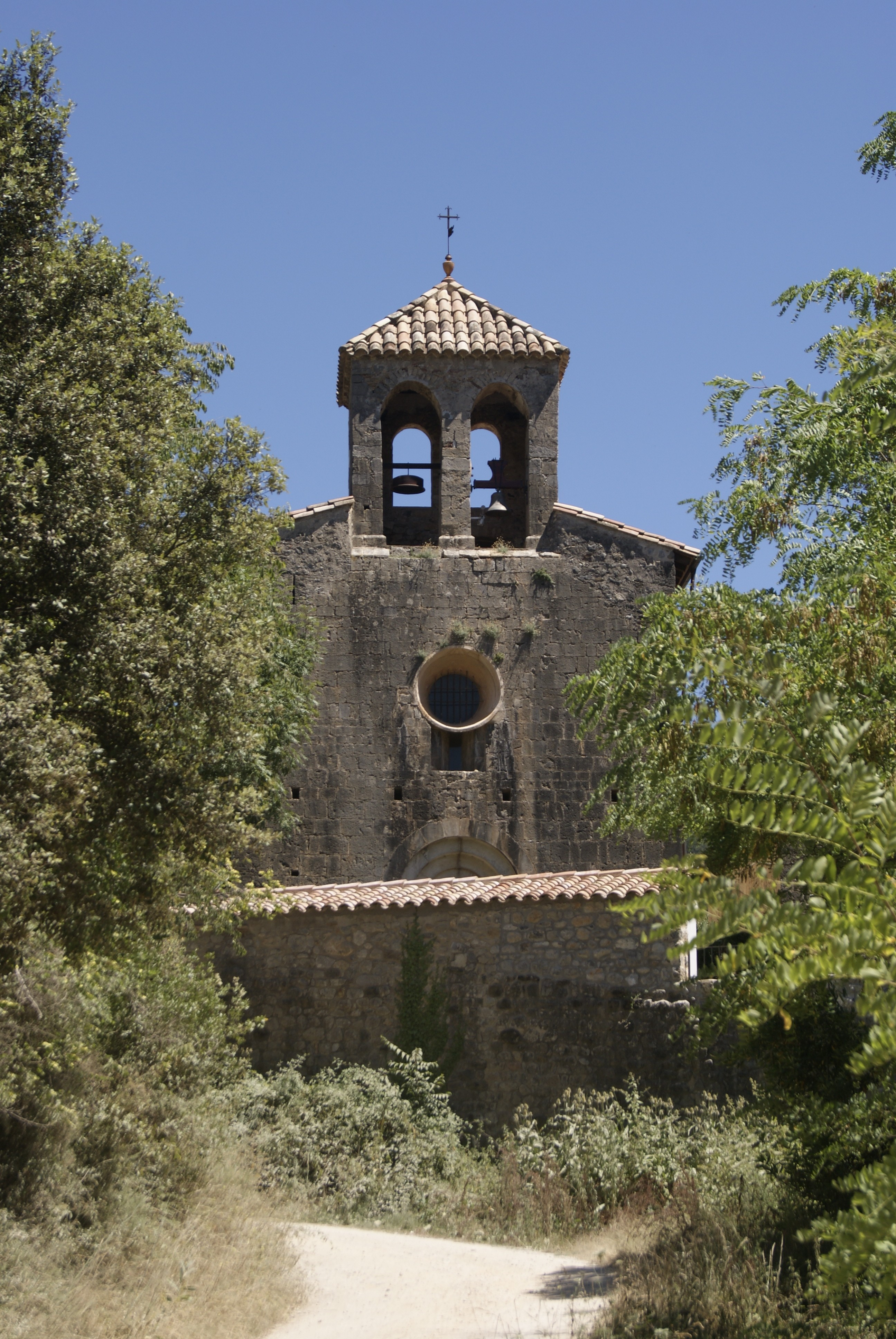
Cäcilienkirche

- Andreaskirche in Gitarriu

- Burgruine von Sales
- Martinskirche
- Andreaskirche
- Kirche in Sant Grau d’Entreperes
- Michaeliskirche (Monteia)
- Cäcilienkirche

## Persönlichkeiten
- Josep Cruañas Fages (* 1942), Maler